# Video Games (노래)
〈Video Games〉는 라나 델 레이의 노래이다. 두 번째 정규 앨범 《Born to Die》의 리드 싱글이다. NME 선정 올해의 싱글로 선정되었다.